# Aureli Ferrando Muria
Aureli Ferrando Muria (Albocàsser, Alt Maestrat, 3 de març de 1952) és un filòleg, professor de secundària i polític valencià, militant entre d'altres, a Unitat del Poble Valencià.

## Biografia
Ha estat catedràtic de valencià a l'Institut de Batxillerat "Penyagolosa" de Castelló de la Plana, membre del Sindicat de Treballadors de l'Ensenyament del País Valencià (STE-PV) i del consell polític d'Unitat del Poble Valencià.
Diputat a les Corts Valencianes entre 1987 i 1991 dins la coalició d'Esquerra Unida del País Valencià amb Unitat del Poble Valencià, partit aquest darrer en el qual militava. Poc temps després de la constitució del grup parlamentari, els diputats nacionalistes (Ferrando i el diputat per València i líder de la UPV, Pere Mayor) l'abandonen per passar-se al Grup Mixt.
El 1991 encapçalà les llistes d'UPV per Castelló a les eleccions autonòmiques, perdent l'acta de diputat. Posteriorment passaria al partit Esquerra Valenciana, i a les eleccions autonòmiques del 2003 ocupà el segon lloc de la llista d'Esquerra Unida - L'Entesa (coalició on EV participava) per Castelló, no obtenint els vots suficients per eixir representat.
Aureli Ferrando és llicenciat en Filologia i ha escrit diversos llibres sobre onomàstica com "Aproximació a la toponímia de Culla Arxivat 2016-03-03 a Wayback Machine." o "Toponímia dels pobles valencians : Vila-real - La Plana Baixa".